# 上 (君津市)
上（かみ）は、千葉県君津市の地名。丁番を持たない単独町名で、郵便番号は299-1107。

## 地理
市内北部のやや西より、小糸川中流の両岸に跨がって位置する。
地内の大半は水田地帯で、東部を中心に住宅が点在する。小糸川右岸の北部は山林となっている。
小糸川右岸では北で三直・練木、北から東にかけて大鷲とそれぞれ接し、小糸川左岸では東・南・西の三方を中島に囲まれている（いずれも君津市）。

### 河川
- 小糸川

## 歴史
元々原村と籾山村の2つの村が存在していたのが明治時代初期に合併して上村となり、その後の町村制施行により単独の大字となった。

### 沿革
- 鎌倉時代 - 上総国周東郡籾山の名が見られる[5]。
- 江戸時代 - 周淮郡原村・籾山村成立。原村は当初清水家・飯野藩・旗本本多氏・内藤氏の相給、後に幕府・飯野藩・旗本内藤氏の相給[6]。籾山村は旗本小宮山氏領[5]。
- 1873年（明治6年） - 原村および籾山村、千葉県に所属[5][6]。
- 1877年（明治10年） - 原村と籾山村が合併、周淮郡上村となる[4]。
- 1889年（明治22年）4月1日 - 町村制施行により周淮郡中村大字上となる[4]。
- 1897年（明治30年）4月1日 - 中村、郡統合により君津郡所属となる。
- 1955年（昭和30年）3月31日 - 中村と小糸村が合併し君津郡小糸町が成立、同町の大字となる。
- 1970年（昭和45年）9月28日 - 小糸町と君津町（2代目）・上総町・清和村・小櫃村が合併し君津郡君津町（3代目）が成立、同町の大字となる。
- 1971年（昭和46年）9月1日 - 君津町が市制施行し、君津市となる。

## 世帯数と人口
2019年（令和元年）11月30日現在の世帯数と人口は以下の通りである。
| 大字 | 世帯数  | 人口  |
| ---- | ------- | ----- |
| 上   | 159世帯 | 404人 |

## 小・中学校の学区
市立小・中学校に通う場合、学区は以下の通りとなる。
| 番地 | 小学校           | 中学校             |
| ---- | ---------------- | ------------------ |
| 全域 | 君津市立中小学校 | 君津市立周東中学校 |

## 交通
地内を通る鉄道路線はない。最寄駅はJR内房線君津駅。

### バス
- 日東交通周西線および三島線が南部を通過するが、地内にバス停はない。

### 道路
主要地方道
- 千葉県道92号君津鴨川線（房総スカイライン） - 北部を東西に通過。地内の大半はトンネル内である。
  - 大鷲トンネル

## 施設
- 千葉県立君津高等学校上総校舎（旧・千葉県立上総高等学校）
- 鈴木病院
- ファミリーマート君津小糸店
- 共和橋 - 地内の小糸川に架かる橋。

## 史跡
- 大宮寺
- 無量院
- 細田神社
- 上総掘発祥地碑